# Alpinia mollissima
Alpinia mollissima är en enhjärtbladig växtart som beskrevs av Henry Nicholas Ridley. Alpinia mollissima ingår i släktet Alpinia och familjen Zingiberaceae. Inga underarter finns listade i Catalogue of Life.